# 武田信光
武田信光（日语：／ Takeda Nobumitsu，1162年4月20日—1248年12月21日）是日本平安時代末期至鎌倉時代初期武將，甲斐源氏第5代家督，武田氏第2代家督。新羅三郎義光之曾孫、武田氏初代家督武田信義第五子。官至伊豆守、甲斐國及安芸國守護。甲斐國八代郡石和莊石和館興建者，被稱為石和五郎。 
他展示自己在馬上射箭技術的才華，並與堂兄弟小笠原長清、海野幸氏和望月重隆四人一起命名為弓馬四天王。

## 生涯
治承4年（1180年），響應以仁王對平家的討伐令，與父親武田信義在石和一帶集結甲斐源氏與源賴朝一同起兵。與駿河國平氏一方的駿河國目代橘遠茂大戰。因山路狹隘，事出不意，進退甚艱。武田信光率領加藤景廉等，身先士卒奮戰，遂大破敵軍。俘虜橘遠茂，殺長田入道父子。
壽永三年（1184年），屬源範賴軍征討木曾義仲，其後又攻擊平氏於一谷。武田信光為源賴朝所特別寵信，時常侍奉左右。三位兄長皆因為其罪失去封邑，惟有武田信光能承襲武田氏之封地，為駿河方上地頭職。源賴家繼立，僧全成反叛奔於駿河。武田信光捕捉他送去鎌倉。建保年間，和田義盛作亂，武田信光在和田合戰中獲得軍功，因而增加釆邑。承久之亂中，武田信光與諸將統率士兵五萬，出東山道進犯京師。臨出發前，家人皆諫說：「今日適值十死一生日。請延期。」武田信光不聽說：「十死一生，多出少歸之謂也。臨軍忘家，武夫之常。何忌諱之為。」乃勵眾而行。比至市原，上皇遣信使三次，敕諭信光及小笠原長清歸順。武田信光與小笠原長清議斬使者二人，放還一人以向上皇通報。既而官軍守尾張川，武田信光召其子武田信政謂：「在軍父子尚不相顧，況親族乎。汝宜潛濟大井戶，先登立功。勿使族人知。」武田信政先使善泅者測其深淺，標示可渡河之處，乃率兵前進。官軍發矢如雨，連殪數人。武田信政不撓，濟川奮戰。武田信光望見嘉許，大呼獎勵。武田信政益進，與兄信忠、弟信長、信隆等，登陸擊走官軍。大井戶既潰，東軍麏至，官軍不能支，逃還京師。武田信光等進兵與安達景盛一同攻打供御瀨，遂攻陷京師。以軍功補任安藝守護。1239年、武田信光出家兼將家督之位讓給武田信政，更名光蓮，世稱伊豆入道。練習弓馬，通習笠懸、犬追物、流鏑馬儀，當世稱信光及小笠原長清、海野幸氏、望月重隆，為弓馬四天王。
仁治2年（1241年），武田信光與上野國三原莊海野幸氏爭地界而不決，到鎌倉投訴，最後以武田信光敗訴。當時有流言：「信光竊圖北條泰時。」武田信光恐懼，乃立誓書以示並無異志。同年12月27日，武田信光與他的次子惡三郎武田信忠斷絶父子關係。
寳治二年（1248年），武田信光逝世，是年八十七歲。信光曾教授北條時賴射術，情好款密。至是，北條時賴為建寺于甲斐市川莊。